# Tour CB21
La Tour CB21 (anteriormente llamada Tour Nobel y Tour Gan) es un rascacielos ubicado en La Défense, cerca de París en Francia.
Los trabajos de construcción de la torre empezaron en 1972, terminando dos años más tarde. Mide un total de 179 m, sin contar la antena, siendo el séptimo rascacielos más alto del sector financiero parisino de La Défense. La estructura se eleva en forma de cruz.